# Brettriedel
Der Brettriedel ist ein 2344 m ü. NHN hoher Berg im Göllmassiv an der Grenze zwischen Salzburg und Bayern. Der Grenzgrat verläuft vom Jägerkreuz über das Hohe Brett, den Brettriedel, den Großen und Kleinen Archenkopf zum Hohen Göll, dem höchsten Punkt des Massivs.
Der Normalweg führt vom Carl-von-Stahl-Haus über das Hohe Brett und von dort nach Osten zum Gipfel. Der Brettriedel wird fast ausschließlich im Zusammenhang mit einer Überschreitung vom oder zum Hohen Göll bestiegen. Eigenständiges Ziel ist er selten.

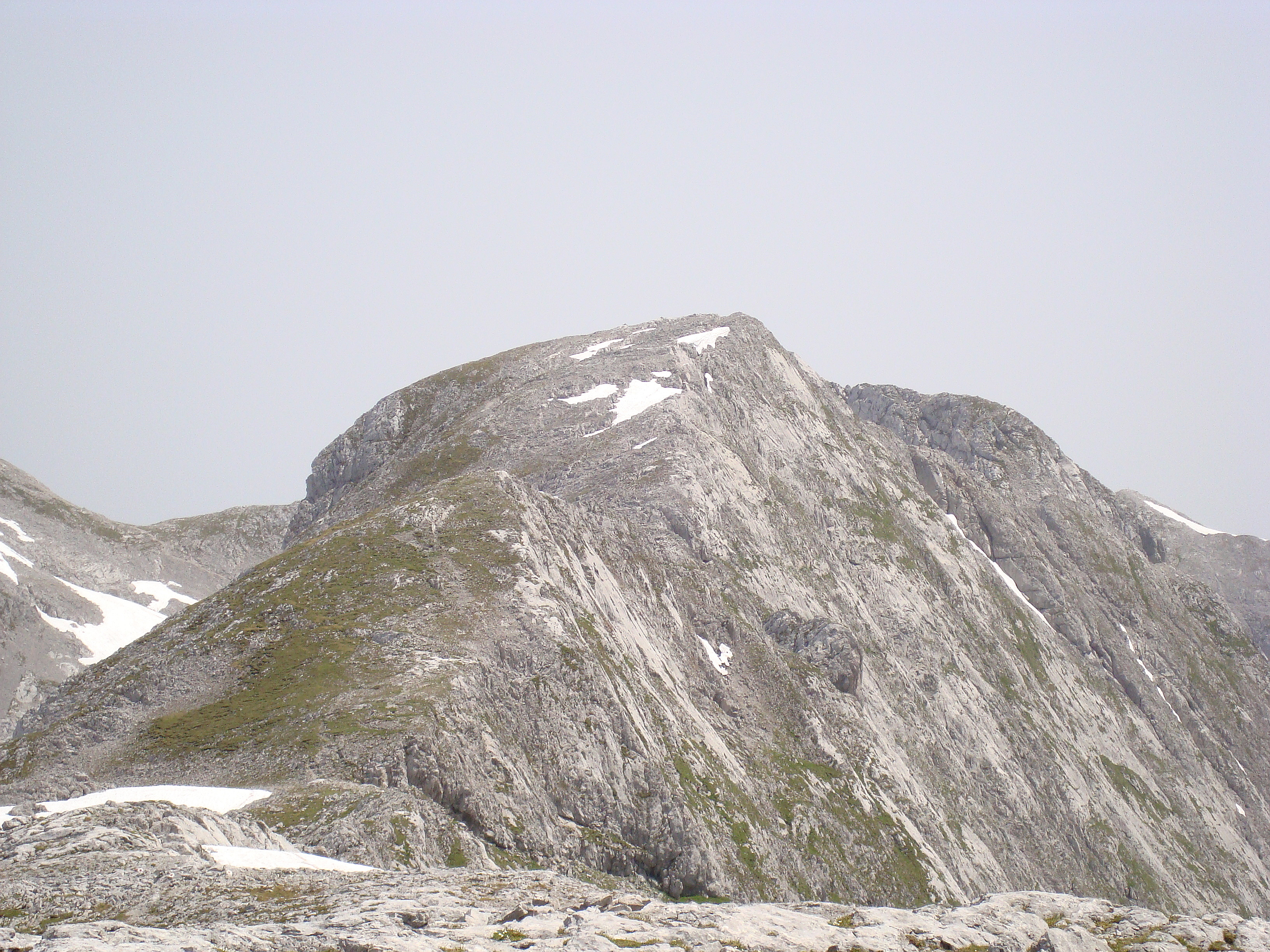
Brettriedel vor dem Großen Archenkopf (gesehen von Westen)
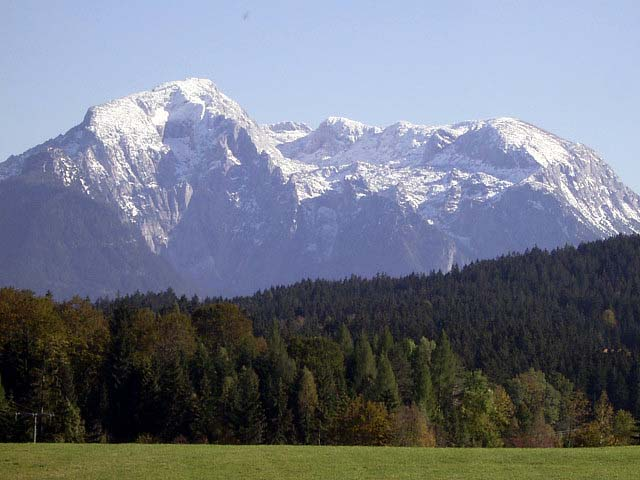
Grat Hoher Göll – Hohes Brett (v.l.n.r) von Nordwesten; Brettriedel zweiter Gipfel von rechts